# Девзира

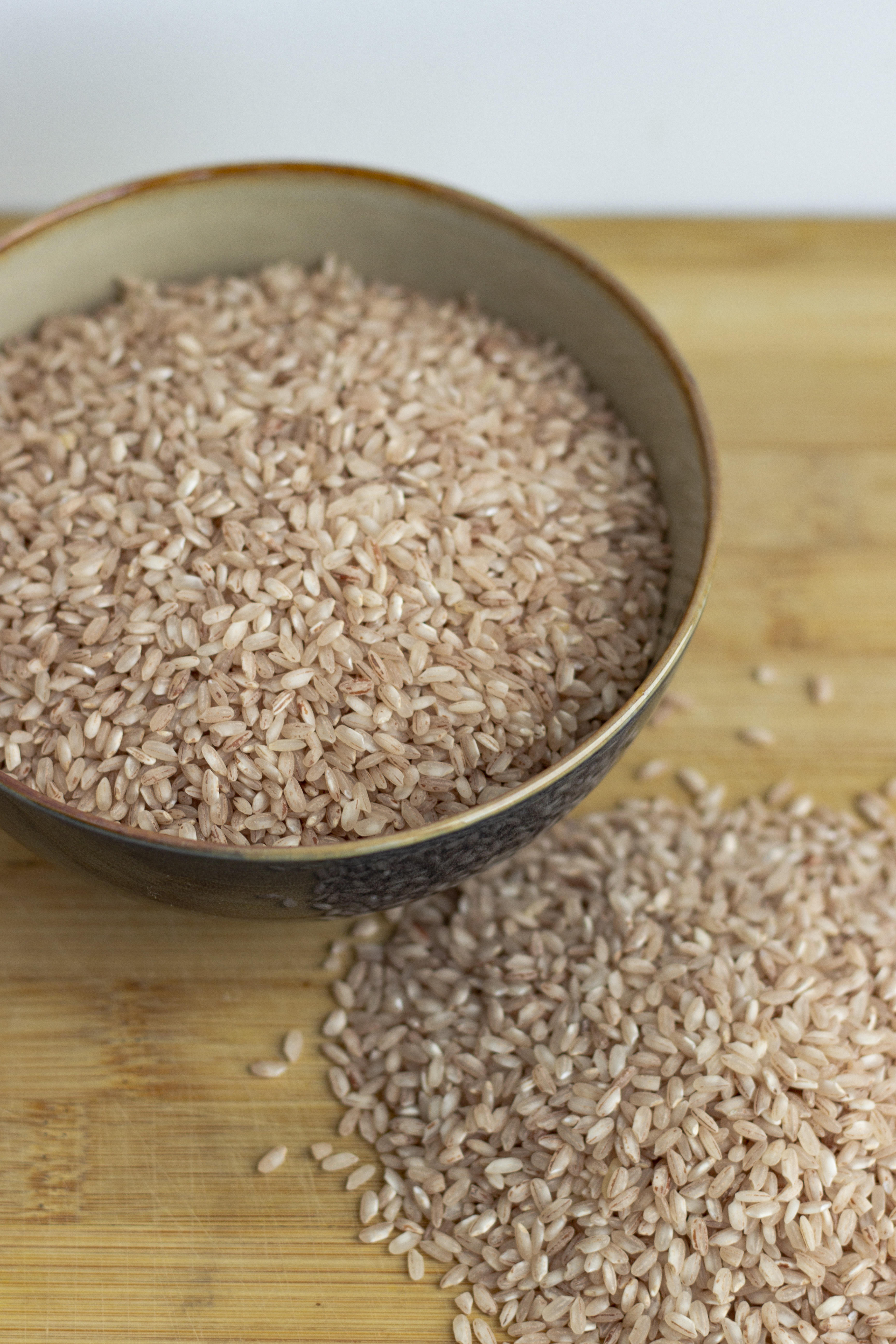
Рис девзира, красная разновидность

Девзира́ (тадж. девзира - дословно зира-великан) — собирательное название группы сортов слабошлифованного риса, объединённых общими признаками.  Наиболее часто используется при приготовлении ферганской разновидности среднеазиатского (киргизского, таджикского и узбекского) плова.
Отличительной особенностью девзиры является неглубокая и неравномерная шлифовка, позволяющая сохранить бо́льшую часть микроэлементов, а также высокое (в сравнении с обычными круглозёрными и среднезёрными сортами) содержание амилозы, которое значительно повышает способность зерна впитывать жидкость. Также нередко (но не всегда) одним из этапов технологического процесса становится ферментация зерна сроком до семи лет, сообщающая конечному продукту узнаваемый «солодовый» вкус.
Девзира подразделяется на несколько разновидностей, исходя из цвета, твёрдости, формы зерна и его свойств. Базовые различия обусловлены почвенно-климатической зоной культивирования риса. Красная девзира, произрастающая в основном на железистых почвах Ферганской долины, имеет цвет в диапазоне от розового до коричневого и характерную деталь — продольную красную полоску, идущую вдоль зерна. Белая девзира, более известная как чунгара или ок-девзира, происходит из Киргизии и имеет светло-жемчужный, кремовый или желтоватый цвет, а также матовый оттенок из-за покрывающей каждое зерно рисовой мучки. Менее известны такие экзотические сорта, как копчёная (дастар-сарык) или чёрная (кора-калтак) девзира. При этом внешний вид девзиры каждого типа в значительной мере зависит от степени шлифовки.

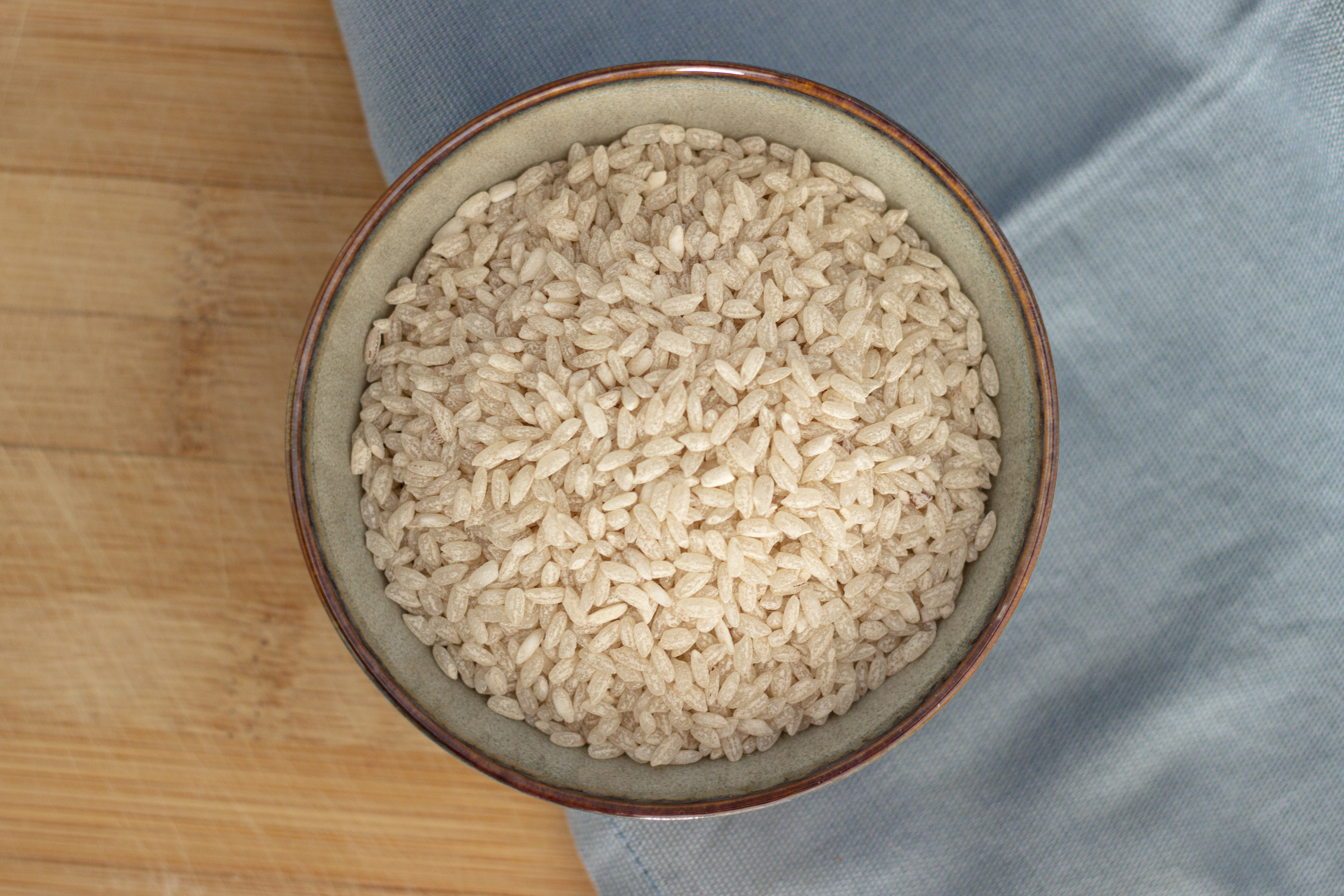
Рис девзира, белая разновидность

Исторически девзира обрабатывалась вручную либо с помощью несложной машины, приводимой в действие силой воды. Со временем для обрушки (шелушения) риса стали применять более современное оборудование, которое оставляет на зерне значительно меньше мучки. В результате более тщательной шлифовки цвет самого зерна тоже становится светлее.
Биохимические характеристики продукта создают специфические требования к условиям дальнейшей тепловой обработки. В частности, перед приготовлением девзира требует тщательной промывки и замачивания в течение 2—3 часов. Соотношение крупы и воды — 1:2. Варка продолжается вплоть до полного впитывания жидкости.